# Vespa Primavera

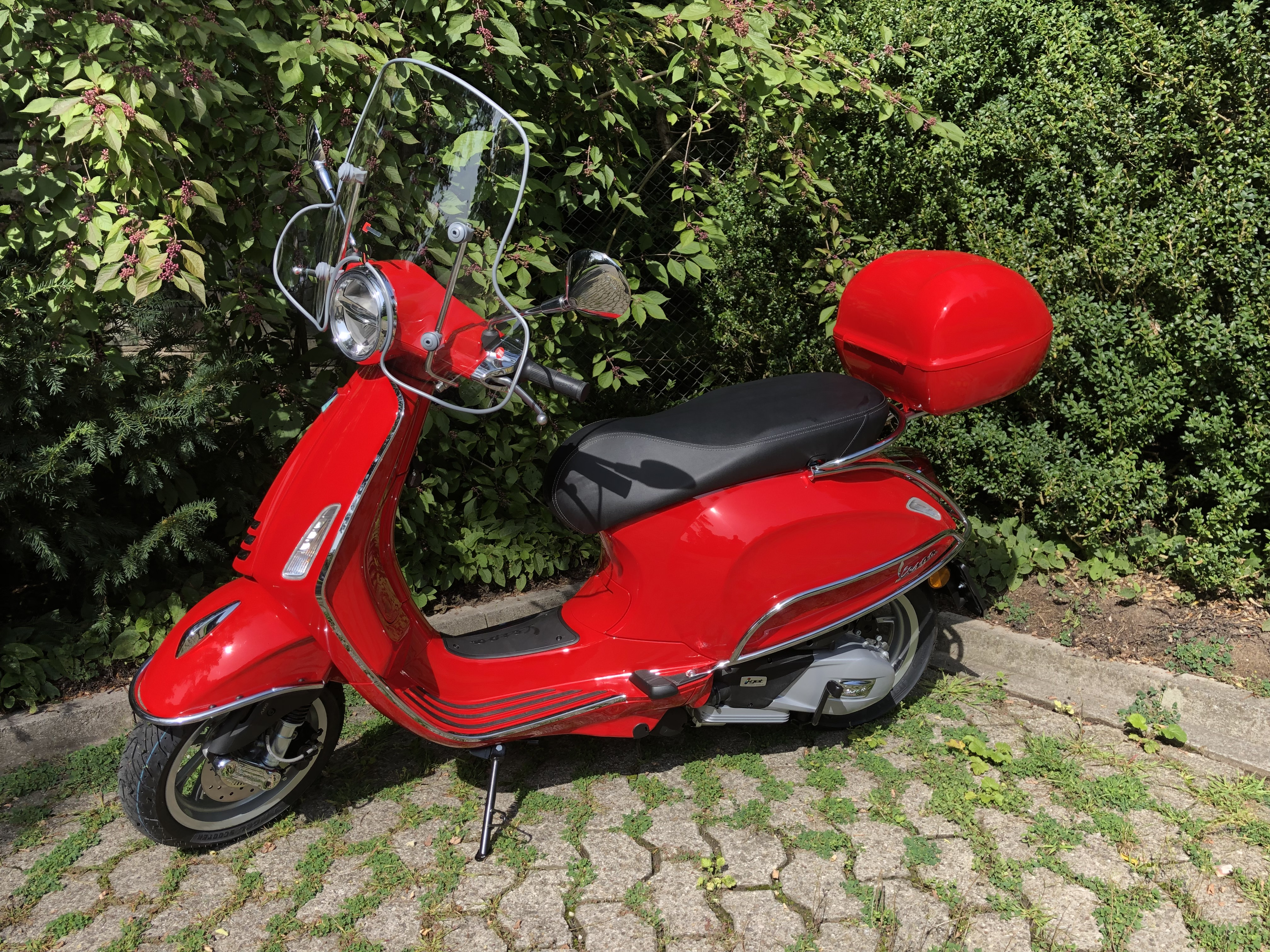
Vespa Primavera 125 iGet ABS

Die Vespa Primavera ist ein Motorroller des Herstellers Piaggio, der seine klassische Produktlinie unter dem Markennamen Vespa vertreibt.

## Modellgeschichte

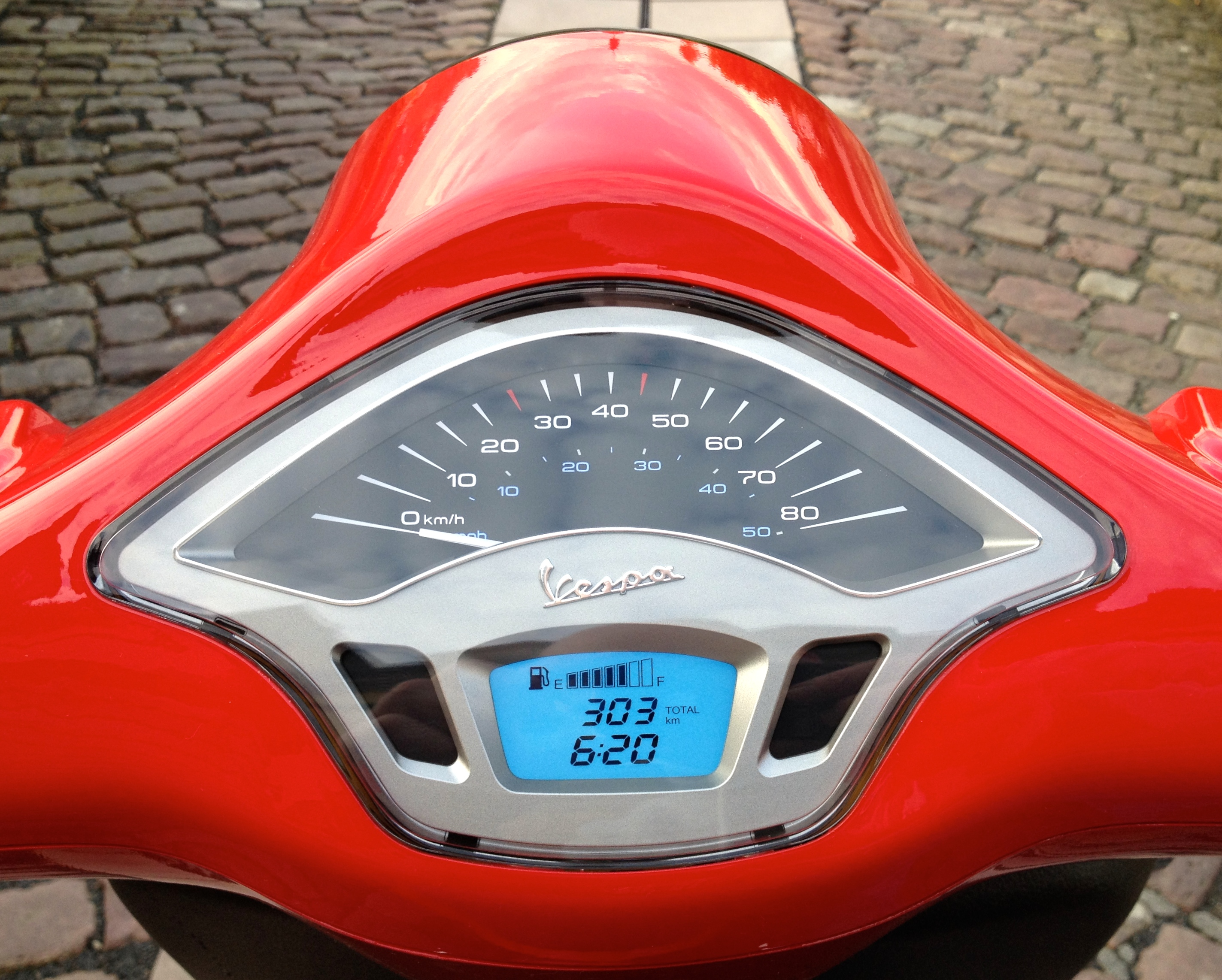
Instrumententafel, Tachometer

Die Vespa Primavera wurde auf der EICMA 2013 als Nachfolger der Vespa LX vorgestellt, nachdem bereits davor mehrmals Bilder von Prototypen im Internet aufgetaucht waren. Die Vespa Primavera orientiert sich an der Vespa LX und der Vespa 946 und ist mit zwei 50-cm³-, einem 125-cm³- und einem 150-cm³-Motor mit Variomatikgetriebe erhältlich. Sie verfügt über eine neu konstruierte, selbsttragende Karosserie aus Stahlblech, die, obwohl deutlich größer als die Vespa LX, dennoch sehr wendig ist und sich besonders für den Stadt- und Kurzstreckenverkehr eignet. Das 11-Zoll-Fahrwerk bietet aber auch ausreichend Stabilität bei längeren Fahrten. Das große Staufach unter der Sitzbank, und das Fach im Beinschild machen sie auch sehr alltagstauglich.
Der Name Primavera (ital.: Frühling) erinnert an die Vespa 125 Primavera, die mit über 240.000 gebauten Exemplaren die erfolgreichste Vespa-Baureihe ist.

## Vespa Sprint
Als sportlicher Ableger der Vespa Primavera wurde im Frühjahr 2014 die Vespa Sprint vorgestellt, die analog zur Vespa S über die Technik der Vespa Primavera verfügt, sich aber in einigen Details von dieser unterscheidet. Augenscheinlichster Unterschied ist hierbei der Trapezscheinwerfer, die Sprint verfügt aber auch über ein 12-Zoll-Fahrwerk, das ihr einen besseren Geradeauslauf beschert. Der Name Sprint verweist auf die Vespa 150 Sprint, ein sportliches Modell aus den 1960ern.

## Sondermodelle "Vespa Primavera 50° Anniversario"
Auf der Eicma Motorradmesse im November 2017 wurden die Sondermodelle "Vespa Primavera 50° Anniversario" erstmals der breiten Öffentlichkeit vorgestellt. Die Sondermodelle werden sowohl in einem hellblau Einschicht-Lack als auch in einem Espresso Braun Seidenglanz Lack produziert. Auf beiden Varianten ist eine weiße Sitzbank montiert. Die Primavera 50° Anniversario ist ausgerüstet mit 12-Zoll-Bereifung und Aluminiumfelgen mit 5-Speichen-Design. Fernbedienung für die Sitzbanköffnung und dem sogenannten „Bike Finder“ in diesem Sondermodell sind enthalten. Weitere Spezialbauteile der Sondermodelle sind Chromteile, LED-Scheinwerfer und Rücklicht.

## Technische Daten
|                              | Vespa Primavera 50 2T                                                        | Vespa Primavera 50 4T4V                                                      | Vespa Primavera 50 4T i-Get                           | Vespa Primavera 125 3V                                | Vespa Primavera 150 3V                                | Vespa Primavera 125 3V i-Get ABS | Vespa Primavera 150 3V i-Get ABS |
| ---------------------------- | ---------------------------------------------------------------------------- | ---------------------------------------------------------------------------- | ----------------------------------------------------- | ----------------------------------------------------- | ----------------------------------------------------- | -------------------------------- | -------------------------------- |
| Verfügbar im dt. Handel      | November 2013 – Oktober 2017 (auslaufend, Restbestände werden noch verkauft) | Dezember 2013 – Oktober 2017 (auslaufend, Restbestände werden noch verkauft) | ab Oktober 2017                                       | ab Dezember 2013                                      | ab Dezember 2013                                      | ab 2016                          | ab 2016                          |
| Präfix der Rahmennummer      | ZAPC53200                                                                    | ZAPC53100                                                                    | ZAPCA010                                              | ZAPM81100                                             | ZAPM81200                                             | ZAPMA1100                        | ZAPMA1200                        |
| Präfix der Motornummer       | C533M                                                                        | C532M                                                                        |                                                       | M811M                                                 | M812M                                                 | MA11M                            | MA12M                            |
| Motorbauart                  | Hi-PER 2-Zweitaktmotor                                                       | Hi-PER 4-Viertaktmotor                                                       |                                                       | L.E.M.-Viertaktmotor, luftgekühlt, 3 Ventile          | L.E.M.-Viertaktmotor, luftgekühlt, 3 Ventile          |                                  |                                  |
| Gemischaufbereitung          | DELL'ORTO PHVA 17,5                                                          | KEIHIN NCV ø 20 m. elekt. Vergasersteuerung (SIS)                            |                                                       | elektronische Einspritzung (PFI)                      | elektronische Einspritzung (PFI)                      |                                  |                                  |
| Hubraum                      | 49 cm³                                                                       | 49 cm³                                                                       | 49,9 cm³                                              | 124 cm³                                               | 155 cm³                                               |                                  |                                  |
| Bohrung × Hub (mm)           | 40,0 × 39,3                                                                  | 39,0 × 41,8                                                                  | 39,0 × 41,8                                           | 52,0 × 58,6                                           | 58,0 × 58,6                                           |                                  |                                  |
| max. Leistung (PS) bei 1/min | 3,2 kW (4,4 PS) 7500                                                         | 3,2 kW (4,4 PS) 8500                                                         | 2,4 kW (3,3 PS) 7500                                  | 7,9 kW (10,7 PS) 7700                                 | 9,5 kW (12,9 PS) 7750                                 |                                  |                                  |
| max. Drehmoment bei 1/min    | 4,4 Nm 6500                                                                  | 3,8 Nm 7750                                                                  | 3,0 Nm 7500                                           | 10,4 Nm 6000                                          | 12,8 Nm 6500                                          |                                  |                                  |
| Getriebe                     | stufenloses Variomatikgetriebe mit Fliehkraftkupplung                        | stufenloses Variomatikgetriebe mit Fliehkraftkupplung                        | stufenloses Variomatikgetriebe mit Fliehkraftkupplung | stufenloses Variomatikgetriebe mit Fliehkraftkupplung | stufenloses Variomatikgetriebe mit Fliehkraftkupplung |                                  |                                  |
| Rollendimension und Gewicht  | 19 × 15,5 7,5 g                                                              | 19 × 15,5 5,3 g                                                              |                                                       | 20 × 14,6 14,0 g                                      | 20 × 14,6                                             |                                  |                                  |
| Höchstgeschwindigkeit        | 45 km/h                                                                      | 45 km/h                                                                      | 45 km/h                                               | ca. 91 km/h                                           | ca. 93 km/h                                           |                                  |                                  |
| Beschleunigung von 0–40 km/h |                                                                              |                                                                              |                                                       |                                                       |                                                       |                                  |                                  |
| Beschleunigung von 0–50 km/h | –                                                                            | –                                                                            | –                                                     |                                                       |                                                       |                                  |                                  |
| Beschleunigung von 0–80 km/h | –                                                                            | –                                                                            | –                                                     |                                                       |                                                       |                                  |                                  |
| Benzinverbrauch in l/100 km  |                                                                              |                                                                              |                                                       |                                                       |                                                       |                                  |                                  |
| Bereifung                    | vorne 110/70 - 11" 45L, hinten 120/70 - 11" 56L                              | vorne 110/70 - 11" 45L, hinten 120/70 - 11" 56L                              | vorne 110/70 - 11" 45L, hinten 120/70 - 11" 56L       | vorne 110/70 - 11" 45L, hinten 120/70 - 11" 56L       | vorne 110/70 - 11" 45L, hinten 120/70 - 11" 56L       |                                  |                                  |
| Luftdruck Bereifung          | Vorderrad 1,6 bar / Hinterrad 1,8 bar                                        | Vorderrad 1,6 bar / Hinterrad 1,8 bar                                        | Vorderrad 1,6 bar / Hinterrad 1,8 bar                 | Vorderrad 1,6 bar / Hinterrad 1,8 bar                 | Vorderrad 1,6 bar / Hinterrad 1,8 bar                 |                                  |                                  |
| Tankinhalt                   | 6,4 ± 0,1 l                                                                  | 6,4 ± 0,1 l                                                                  | 7 ± 0,1 l                                             | 8 ± 0,1 l                                             | 8 ± 0,1 l                                             | 8 ± 0,1 l                        | 8 ± 0,1 l                        |
| Abgasnorm                    | Euro 2                                                                       | Euro 2                                                                       | Euro 4                                                | Euro 3                                                | Euro 3                                                | Euro 4                           | Euro 4                           |
| Serviceintervalle            | 1.000 / 5000 km                                                              | 1.000 / 5000 km                                                              |                                                       | 1.000 / 5.000 km                                      | 1.000 / 5.000 km                                      | 1.000 / 5.000 km                 | 1.000 / 5.000 km                 |
| Entdrosselung                | Variomatikring / Lochscheibe vorm Vergaser / Auspuff                         | Variomatikring / Lochscheibe vorm Vergaser / Auspuff                         |                                                       |                                                       |                                                       |                                  |                                  |
| Werkstatthandbuch Nr.        | 1Q000129 DE                                                                  | 1Q000136 DE                                                                  |                                                       |                                                       |                                                       |                                  |                                  |

## Farben
Die Vespa Primavera ist in den Farben braun, rot, blau, silber, schwarz und weiß erhältlich.

## Preis und Wert
| Land        | Primavera 50 4T | Primavera 125 3V |
| ----------- | --------------- | ---------------- |
| Deutschland | 3.350 €         | 4.550 €          |
| Österreich  | 3.099 €         | 4.699 €          |
| Schweiz     | 3.532 €         | 4.836 €          |
| Frankreich  | 3.049 €         | 4.249 €          |
| Italien     | 3.060 €         | 4.270 €          |
| Portugal    | 3.348 €         | 4.326 €          |
| Spanien     | 3.049 €         | 3.990 €          |

- 1 laut offizieller Webseite, abgerufen am 16. Dez. 2016
- 2 in Euro (1 EUR = 1,07 CHF – Kurs vom 16. Dez. 2016)

In Italien, Spanien oder Frankreich sind Vespas eher Alltagsfahrzeuge und konkurrieren preislich mit Fahrzeugen aus Japan, Taiwan oder Südkorea. Im deutschsprachigen Raum gelten Vespas oft als Ausdruck eines Lebensstils und unterliegen einer anderen Preisgestaltung. Diesen Umstand machen sich einige Graumarkthändler zunutze, indem sie Fahrzeuge aus Süd- und Osteuropa im großen Stil zu günstigen Konditionen erwerben und in den deutschsprachigen Raum importieren. Diese Fahrzeuge werden hauptsächlich im Internet angeboten und per Spedition versendet. Derart importierte Fahrzeuge werden jedoch von nicht autorisierten Zweiradhändlern vertrieben und sind vom europaweiten Garantieprogramm sowie der Mobilitätsgarantie ausgeschlossen. Da kein Aufbau und keine Übergabeinspektion nach Herstellervorgabe durchgeführt wird, können Schäden am Fahrzeug auftreten, die später behoben werden müssen. Zudem können Käufer dieser Fahrzeuge im Falle einer sicherheitskritischen Rückrufaktion nicht vom Hersteller angeschrieben werden. Diese Fahrzeuge unterliegen trotz anders lautender Aussage solcher Graumarkthändler lediglich der gesetzlichen Gewährleistung müssen im Falle eines Defekts von diesem instand gesetzt werden.
Da eine Vespa ihren Wert gut hält, liegen die Preise von gebrauchten Fahrzeugen ebenfalls höher als bei vergleichbaren Fahrzeugen anderer Hersteller.

## Zubehör
Es gibt eine reichhaltige Palette an Anbauteilen wie Scheiben, Gepäckträger, Topcases, Sturzrahmen usw. um die Funktionalität der Vespa Primavera an die eigenen Bedürfnisse anzupassen. Scheiben und Windschilder verringern den Winddruck auf den Oberkörper, Topcases vergrößern die Transportkapazität und Sturzrahmen bieten einen Rammschutz.

## Galerie

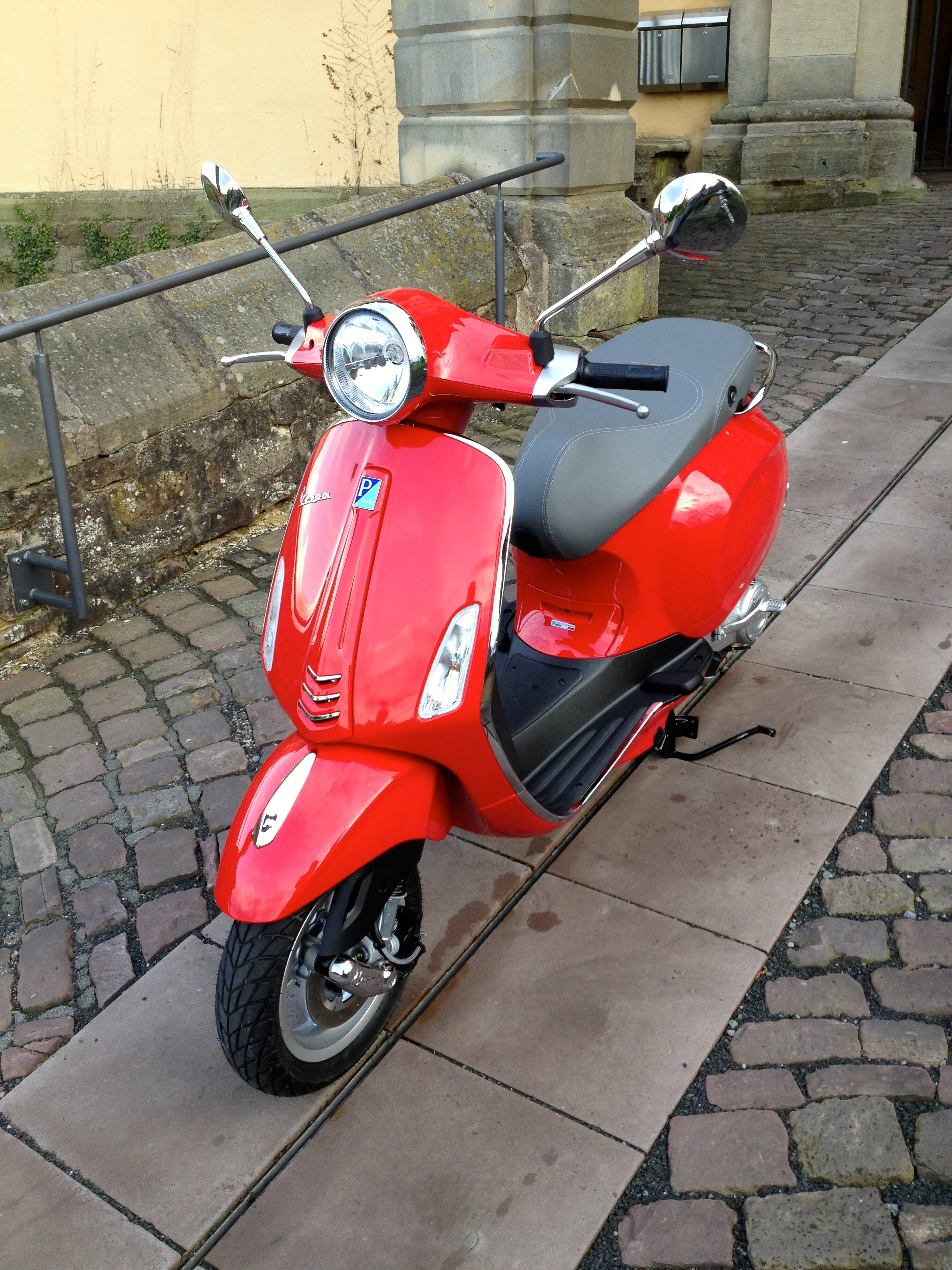
Vespa Primavera 50 4T 4V, seitlich
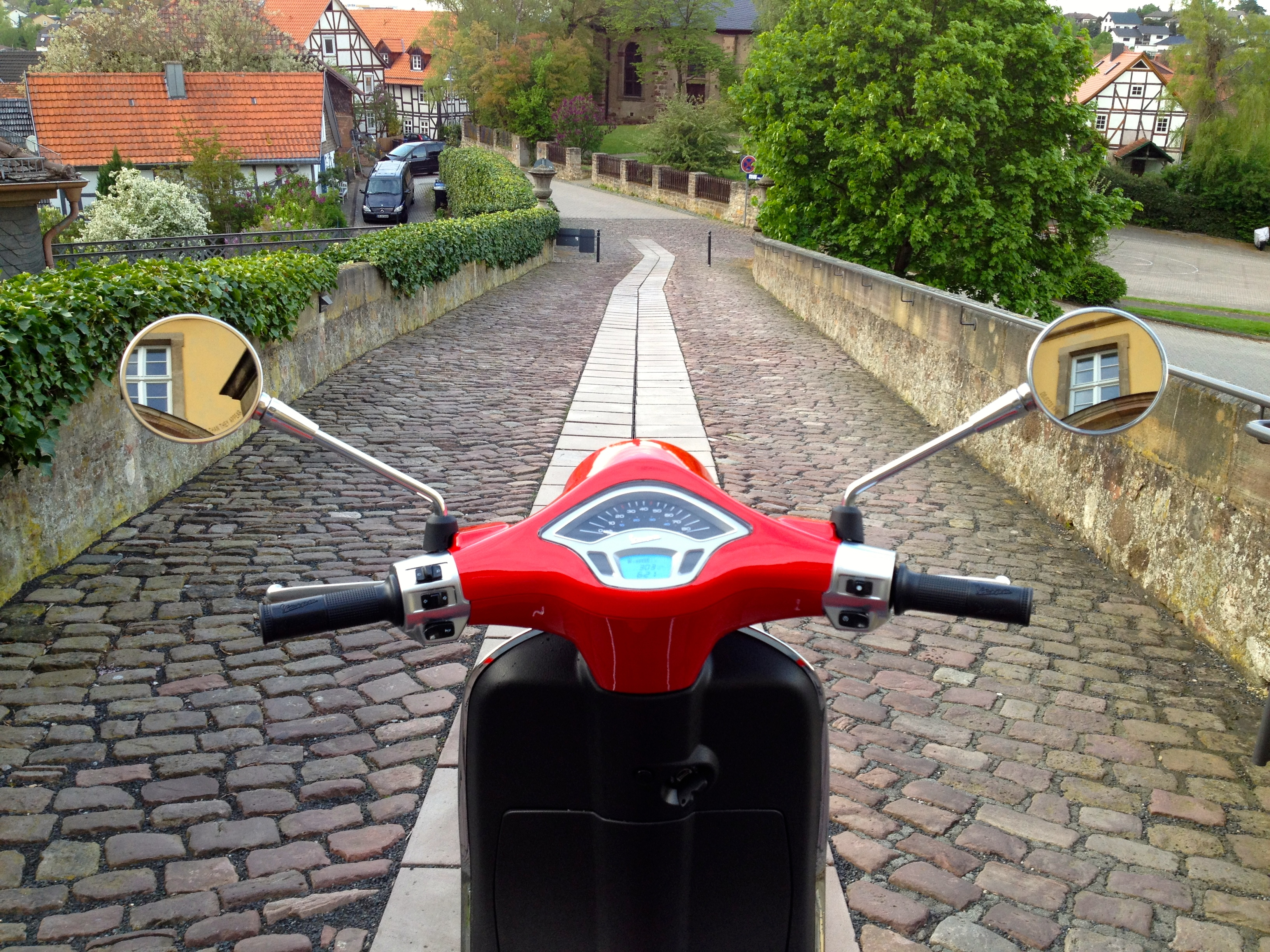
Vespa Primavera 50 4T 4V
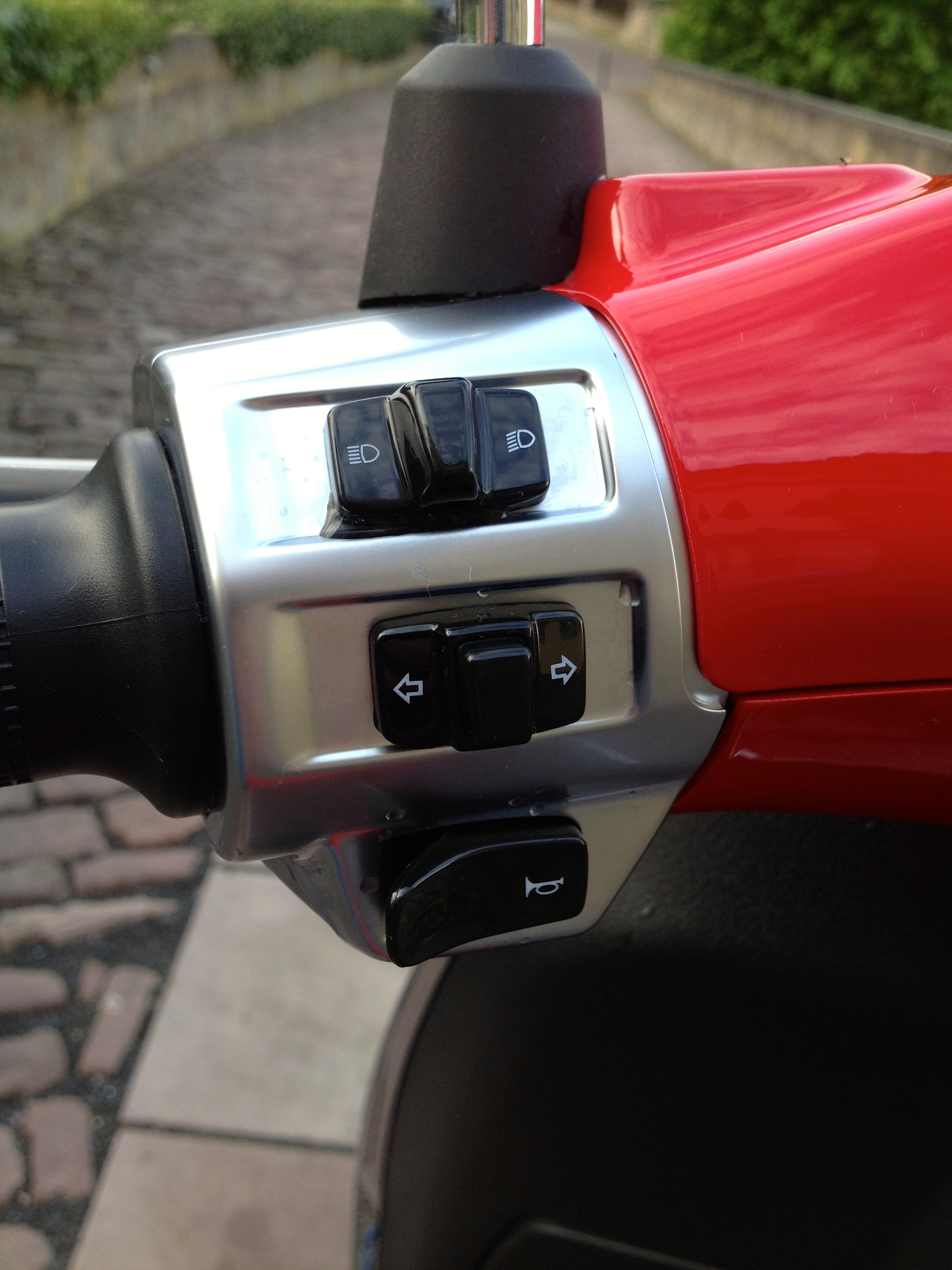
Vespa Primavera 50 4T 4V, Lenker
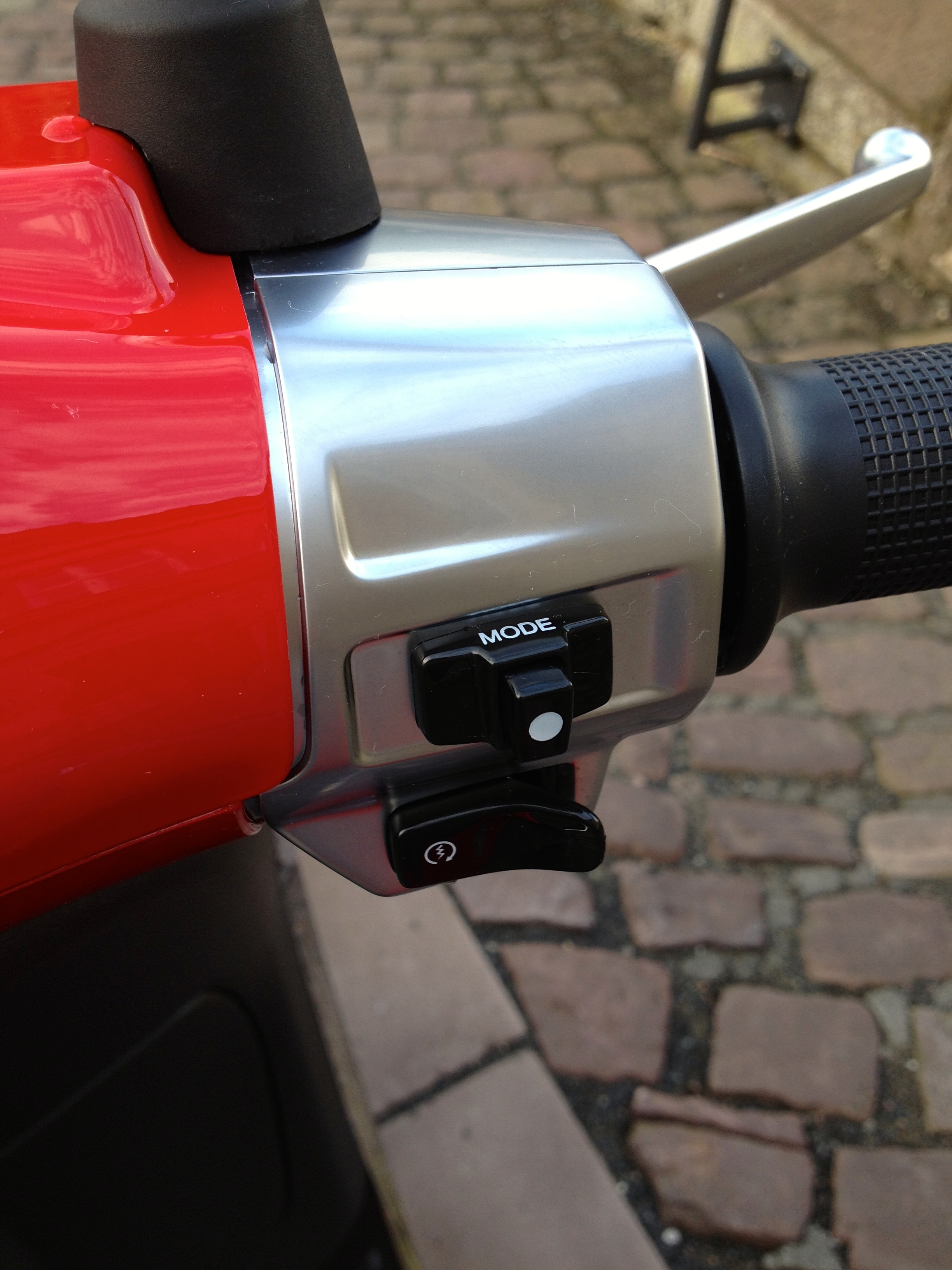
Vespa Primavera 50 4T 4V, Lenker
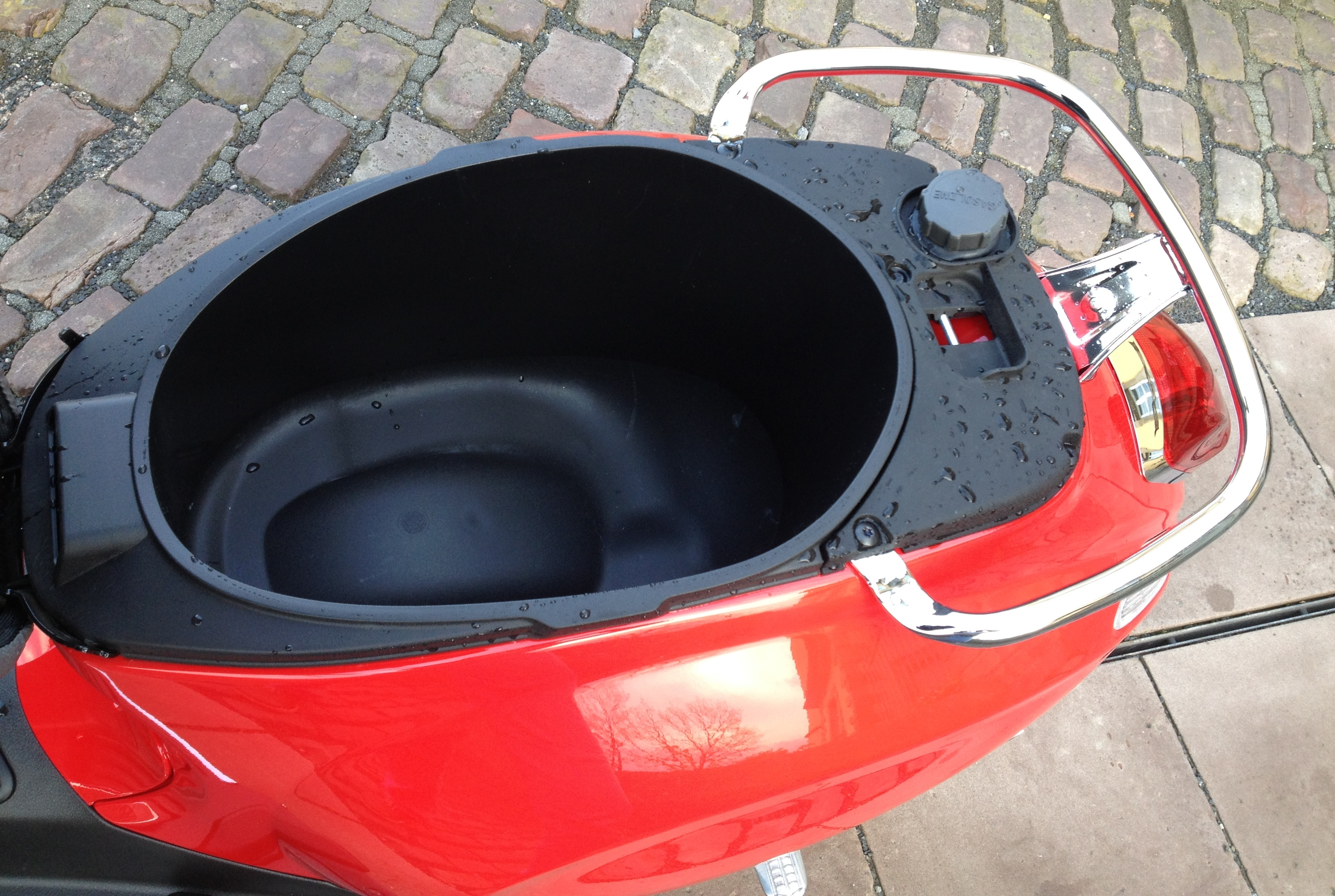
Vespa Primavera, Helmfach